# God Part II
«God Part II» es una canción de la banda de rock U2, y la decimocuarta canción de su álbum de 1988 Rattle and Hum . 

## Contenido
Fue escrito como una canción de respuesta al «God» de John Lennon, que tiene el mismo tipo de estructura lírica. También contiene un ataque al biógrafo estadounidense Albert Goldman, en los siguientes versos, a través de la canción de Lennon «¡Instant karma!»: 
No le creo a Goldman (I don't believe in Goldman)
Su tipo es una maldición (His type like a curse)
' lo atrapará el Karma de inmediato (Instant Karma's gonna get him) 
Si yo no lo atrapo primero (If I don't get him first)
Además, la canción alude a «Lovers in a Dangerous Time» de Bruce Cockburn, en la letra «Anoche escuché a un cantante en la radio / dice que va a patear la oscuridad hasta que sangre la luz del día». 
La canción es una desviación del sonido rock de raíces populares de las otras grabaciones de estudio del álbum y es una introducción al sonido más oscuro que la banda adoptaría luego del lanzamiento de su próximo álbum, Achtung Baby.
Un remix titulado «Hard Metal Dance Mix» fue lanzado en el sencillo «When Love Comes to Town».
Básicamente tiene 2 partes muy distinguibles.
Parte con un ambiente más templado, maquinal, casi nocturno, en una ambientación casi de grillos, que es atravesada por la guitarra de Edge dando paso con un break a otro sonido más carnal y agresivo en donde Bono exige al máximo su registro.
Brillante canción de U2 interpretada en vivo durante su gira Lovetown.

## Historial de presentaciones en vivo
«God Part II» solo se tocó en el Lovetown Tour a fines de 1989 y principios de 1990. Se tocó en 36 de los 47 conciertos; Debutó en el primer show de la gira el 21 de septiembre de 1989 en Perth y se realizó por última vez en el segundo show de la gira el 9 de enero de 1990 en Róterdam. Fue una de las seis canciones que se usaron para abrir conciertos en la gira, abriendo dos conciertos: el 26 de diciembre de 1989 en Dublín y el 5 de enero de 1990 en Róterdam. Para estas dos actuaciones, su línea de bajo pesada estaba vinculada a una grabación de «Sympathy for the Devil» de los Rolling Stones.
Una actuación de un espectáculo de Dublín más tarde vio la luz en el lanzamiento Live from the Point Depot . 
Después de la gira de Lovetown, su única aparición en vivo fue como un breve fragmento lírico de Bono al final de «With or Without You» el 23 de abril de 1992 en Vancouver.